# Budget du gouvernement du Québec de 2024
Lire en ligne

Discours sur le budget

Budget de dépenses

2023 2025
Le budget du gouvernement du Québec de 2024 s'appliquant à l'année fiscale 2024-25 a été présenté par Eric Girard le 12 mars 2024 à l'Assemblée nationale. C'est le sixième exposé budgétaire d'Eric Girard et le deuxième budget de la 43e législature du Québec.